# Мој живот као десетогодишњи дечак
Мој живот као десетогодишњи дечак је аутобиографија коју је написала Ненси Картрајт. Први пут објављена у септембру 2000. године од стране издавачке куће Hyperion, детаљно описује Картрајтину каријеру, посебно њена искуства као глас Барта Симпсона у Симпсоновима и садржи увиде у серију, дневничке записе и анегдоте о њеним сусретима са разним гостујућим звездама.
Критичари су коментарисали да књига изгледа као да је намењена фановима Симпсонових, а не широј публици. Друге критике укључивале су једноставност писања и недостатак занимљивих прича. Године 2004, Картрајт је адаптирала књигу у монопредставу, коју је изводила у Великој Британији и Северној Америци, укључујући и Единбуршки фестивал Fringe.

## Позадина
У уводном поглављу, Картрајтова пише: „Пре око пет година одлучила сам да желим да напишем ову књигу. Знала сам да ће се Симпсонови једног дана завршити. Одлучила сам да желим да је напишем док се серија још емитовала.“ У интервјуу за Scotland on Sunday, додала је: „Желела сам да испричам своју причу и морала сам то јер добијам толико писама обожавалаца. Људи су толико заинтересовани за цео процес, како се све то склапа. Ова књига то и ради.“ У интервјуу из 1995. године, пет година пре него што је написала књигу, Картрајт је приметила да жели да напише књигу и да ће, ако то учини, носити наслов Мој живот као десетогодишњи дечак.
Књига садржи одломке из дневника које је Картрајт водила током година. Књига је званично најављена у јануару 2000. године, а Картрајт је првобитно намеравала да буде објављена 31. октобра.

## Рецепција
Оригинално издање књиге Мој живот као десетогодишњи дечак продато је у претпродаји у Уједињеном Краљевству у 25.000 примерака, а продато је 38.000 примерака. Картрајтова је започела промотивну турнеју крајем октобра 2000. године, почевши од свог родног града Дејтона, Охајо, где је књига постала најпродаванија публицистика у граду у првој недељи новембра 2000. године.
Лаура А. Бишоф из Дејтон Дејли Њуза је прокоментарисала да је књига „врхунски водич за стручњаке кроз Симпсонове“. Међутим, неколико критичара је коментарисало да је књига једноставна и да представља мало занимљивих прича. Сузан Шапиро из The New York Times-а је написала да „иако су парадокси бити 'славна личност коју нико не познаје' занимљиви, фотографије, дневнички записи и претерано слатки коментари чине да се ова књига осећа као лични албум“. Розелен Бруер из Библиотекарског журнала је прокоментарисала да „упркос Картрајтином животу, овде нема ништа заиста ново или узбудљиво. Она је знала шта жели да уради и била је у стању да то уради, крај приче“. Ли Бакус из часописа The Province је написао да „ова мала књига, глас Барта Симпсона, чита се као да ју је написао десетогодишњи дечак. Не да је то сасвим лоше. Картрајт, који позајмљује глас Барту заједно са Ралфом Вигамом и још неколико људи у Симпсоновима, пружа веома једноставан обилазак иза кулиса феноменално успешне серије. Забавно је открити како је серија осмишљена и како је одрасла жена добила један од најкул послова на свету... Кад само није све тако неумољиво весело.“
Још једна уобичајена критика била је да је књига намењена фановима Симпсонових, а не широј публици. У прегледу у часопису People наводи се да је суштина књига „само за заклете фанове“. Бахус се сложио, рекавши да „Картрајт пише као да се обраћа посвећеницима Фан клуба Симпсонових, пречесто пружајући бљутаве детаље из позадине који би само опсесивцима заиста били стало“. Роб Шеридан из National Post-а такође верује да је књига „директно усмерена на фанове Симпсонових“ и критиковао је писање, коментаришући да је „хронологија њене приче понекад збуњујућа и да многе реченице имају тај осећај првог нацрта... Али ништа од овога није нешто око чега би се требало бринути“.

## Адаптација за сцену
Године 2004, Мој живот као десетогодишњи дечак је адаптиран у монопредставу. Описана као „лудорија кроз Спрингфилд, кроз Картрајтине очи“, први део представе је написан по сценарију и укључује анегдоте од Картрајт, дијалоге изведене гласовима њених ликова и видео клипове из Симпсонових. На крају, она води сесију питања и одговора и повремено игра игру како би омогућила учешће публике. Картрајтина пријатељица Роуз Гос је коауторка представе и редитељка. Картрајт је изводила представу на разним локацијама, укључујући фестивал комедије Big Laugh у Парамати, у Аустралији, у марту 2004. године, тронедељно извођење на Единбуршком фестивалу Fringe у Единбургу, у Шкотској, у августу 2004. године, на конвенцији Simpsons Mania у Торонту, у Канади (северноамеричка премијера представе) у октобру 2004. године и у студију Riversside у Лондону, у Уједињеном Краљевству, у мају 2005. године.
Представа је добила скромне критике. Џулијан Хол из часописа The Independent критиковао ју је због недостатка прича изнутра о Симпсоновима, написавши да „Картрајт никада не дозвољава да вам буде досадно, али то значи да се нека питања заобилазе брже него од америчке одјавне шпице на телевизији. Никада заиста не осетите како је снимати серију.“ Брајан Логан из часописа The Guardian описао је Картрајт као „живог водитеља жељног да удовољи“, али је сматрао да је представа „претерано оптимистична збирка ћаскања о Симпсоновима“. Дејвид Чатертон из часописа British Theatre Guide описао ју је као „занимљиву и забавну, али не баш 'обавезну' за гледање чак ни за фанове Симпсонових“. Клајв Дејвис из листа The Times је написао да „За разлику од самих Симпсонових, где ниједан стих, ниједан слог, не пропада узалуд, Картрајтова има навику да се губи у анегдотама које завршавају у ћорсокацима. Неозбиљни квиз са добровољцима из публике убрзо такође умире. Представа заиста вапи за тврдоглавим редитељем. Међутим, видео снимци Картрајтове су уопште забавни.“